# Eophantes
Eophantes Wunderlich, 2004 è un genere di ragni fossili appartenente alla famiglia Linyphiidae.

## Caratteristiche
Gli esemplari finora raccolti di questo genere risalgono tutti al Paleogene.

## Distribuzione
Le due specie oggi note di questo genere sono state rinvenute in alcune ambre baltiche dell'Europa settentrionale.

## Tassonomia
Dal 2012 non sono stati esaminati altri esemplari, né sono state descritte sottospecie.
A dicembre 2012, si compone di due specie descritte; di 1 specie secondo l'aracnologo Tanasevitch
- †Eophantes complicatus Wunderlich, 2004 - ambra baltica risalente al Paleogene [1].
- †Eophantes seorsum Wunderlich, 2012[3] - ambra baltica risalente al Paleogene